# Michele Giampietro
Michelino Alberto Giampietro (conosciuto come Michele) (Sulmona, 27 febbraio 1904 – Roma, 10 giugno 1993) è stato un filatelista e pedagogista italiano.
Entra giovanissimo nei ruoli dell'insegnamento elementare e percorre rapidamente i vari gradi della carriera di educatore, concludendola come ispettore centrale (dirigente superiore) della Pubblica Istruzione. Grande ufficiale al merito della Repubblica Italiana. Pubblicista di facile vena divulgativa, si interessa soprattutto di argomenti pedagogici, di biografie e di filatelia. Quest'ultima vista sotto il particolare angolo visuale del francobollo inteso come strumento didattico. Amico di Elio Fiore, lo sostiene in vari modi. Pubblica svariate centinaia di articoli e una consistente mole di volumi: alcuni di studi pedagogici o filatelici, molti altri di narrativa per ragazzi a carattere educativo. Per questa sua attività ottiene molti riconoscimenti tra cui il Premio per la Cultura del Presidente del Consiglio dei ministri.

## Opere principali

### Filatelia
- Giampietro, M. (1972) Omaggio filatelico a Roma capitale, Roma, Centro studi di filatelia cristiana Gabriel
- Giampietro, M. (1986) Omaggio filatelico a Milano, Roma, Universal
- Giampietro, M. (1988) Il Molise e i francobolli, Roma, Manuzio
- Giampietro, M. (1990) Tutta l'Umbria raccontata dai francobolli, Arrone, Thyrus

### Pedagogia
- Giampietro, M. (1954) Pasteur battaglia contro gli invisibili, Brescia, La Scuola
- Giampietro, M. (1958) Scuole d'avanguardia, Roma, I diritti della scuola
- Giampietro, M. (1979) Enrico Pestalozzi. La sua vita e la sua dottrina, Sulmona, Tipografia Angeletti

### Biografie
- Giampietro, M. (1947 o 1952) Giganti della fede, Paravia
- Giampietro, M. (1953)  Il mago dell'etere, Guglielmo Marconi, Vallecchi
- Giampietro, M. (1953) Antonio Meucci l'inventore del telefono, Brescia, La Scuola
- Giampietro, M. (1968) Il protettore della gioventù: San Luigi Gonzaga, Ancona, Tipografia Flamini
- Giampietro, M. (1983) Ritratto di Garibaldi: a cento anni dalla morte, Arrone, Thyrus
- Giampietro, M. (1989) San Gaetano Thiene, Roma, Tipografia poliglotta vaticana
- Giampietro, M.        Grandi Benefattori, La Scuola

### Narrativa
- Giampietro, M. (1939) I due volti del Marocco, Gino Carabba,
- Giampietro, M. (1961) Roma antica in Africa, Gastaldi
- Giampietro, M. (1961) La volpe racconta, Milano, Fratelli Fabbri
- Giampietro, M. (1961) Storie allegre di autori italiani, Milano, Fratelli Fabbri